# Herr Talman
Herr Talman är en svensk satirisk komediserie från 2022 som spelas med dockor.
Dockorna i serien är karikatyrer av aktuella svenska partiledare, andra politiker och talmannen Andreas Norlén. Serien produceras av Scala Produktion efter en idé av Michael Lindgren. Den hade premiär 15 februari 2022.
Dockorna som används i serien är skapade av dockmakaren Jenny Bjärkstedt. Manusförfattare är Björn Edgren, Camilla Fågelborg, Roland Ulvselius och Johannes Finnlaugsson. Dockspelare och röstskådespelare är Louise Nordahl, Christian Åkesson, Henrik Johansson, Mirja Burlin, Erik Broström och My Gudmundsdotter.
Låtarna i serien skrivs av Michael Lindgren, Andreas Grill, Nick Malmeström, Björn Edgren och Ola Aurell.